# BO Весов
BO Весов (лат. BO Librae) — одиночная переменная звезда в созвездии Весов на расстоянии (вычисленном из значения параллакса) приблизительно 24560 световых лет (около 7530 парсеков) от Солнца. Видимая звёздная величина звезды — от +15,6m до +14,5m.

## Характеристики
BO Весов — пульсирующая переменная звезда типа RR Лиры (RRAB).